# マキシング
マキシング(MAXING)は、日本のアダルトビデオメーカー。2006年創業。新興メーカーとしては珍しく、大手の系列や派生ではなく純粋に独立したメーカーである。企画作品レーベルとして、スターゲートがある。専属の女優を中心にリリースしているのが特徴だった。
2006年10月16日に第1弾作品をリリースした。吉沢明歩のセル初作品や引退していた小沢菜穂の復活作品などを出すとともに元テレビタレントの夕日ちづると専属契約を結んだ。
2019年7月、専属だった由愛可奈の最終リリース。MOODYZへ移籍。専属として抱える女優が0となり、以降は企画単体メーカーとなる。
2021年5月31日をもって配信作品の委託をFANZAから撤退（DVDなどパッケージ作品の販売、VR作品は継続）。

## 発売された主な女優
- 吉沢明歩
- 由愛可奈
- 大槻ひびき
- 波多野結衣
- 飛鳥りん
- 南條ユナ
- 松本メイ
- みひろ
- 春咲あずみ
- 春日由衣
- 北乃ちか
- 椎名ゆな
- 森川なな
- 矢野沙紀
- 椎名ひかる
- 木下柚花
- 藤井レイナ
- 成瀬心美
- つぼみ
- 紺野美奈子
- 福山さやか
- 森ななこ
- 水元ゆうな
- もとい真希
- 妃乃ひかり
- 二宮ナナ
- 相庭ココ
- さくらじゅり
- かすみ果穂
- みづなれい
- 立花さや
- 大島彩
- 灘坂舞
- 美上セリ
- 葵ぶるま
- 卯月麻衣
- 佐山愛
- 乙音奈々
- 萩原舞
- 小沢アリス
- 稲森しほり
- 桜井あみ
- 水沢のの
- 小川みちる
- 横山美雪
- きみの奈津
- みくるみく
- 秋月小町
- 香純ゆい
- 喜多方涼
- 最上さゆき

など